# Família japonesa

Una família japonesa contemporània

La familia japonesa (家族, kazoku) exerceix un paper fonamental per a la perfecta integració en la societat japonesa. Està rígidament basada en la línia de successió, segons la qual els descendents es vinculen entre si a través d'una idea de genealogía familiar (系図, keizu) les relacions de la qual no es basen en la mera successió sanguínia, sinó que més aviat tenen com a finalitat el manteniment i la perpetuació de la pròpia família com a institució.
Des del final del període Tokugawa, quan la unitat familiar bàsica era el ie (家, "grup familiar"), fins a la Segona Guerra Mundial, quan aquest sistema va ser abolit per les potències aliades, l'estructura de la família japonesa ha experimentat importants canvis per arribar a un concepte de família basat en la igualtat de drets per a les dones, la herència compartida entre tots els fills i la lliure elecció de professió i matrimoni.
Tot i això, el ràpid creixement econòmic que es va donar a la postguerra va comportar una sèrie de problemes socials de diversa índole, especialment en l'àmbit familiar, com l'absència d'una figura paterna per als fills (motivada pels rígids horaris de les empreses japoneses en què treballen els marits i pares de família) i la pressió per l'autorealització i l'èxit personal dels joves, que han provocat l'aparició de diversos trastorns socials que fan que els joves japonesos no surtin de casa, recorrin als antidepressius o se suïcidin.

## Història

### Família tradicional

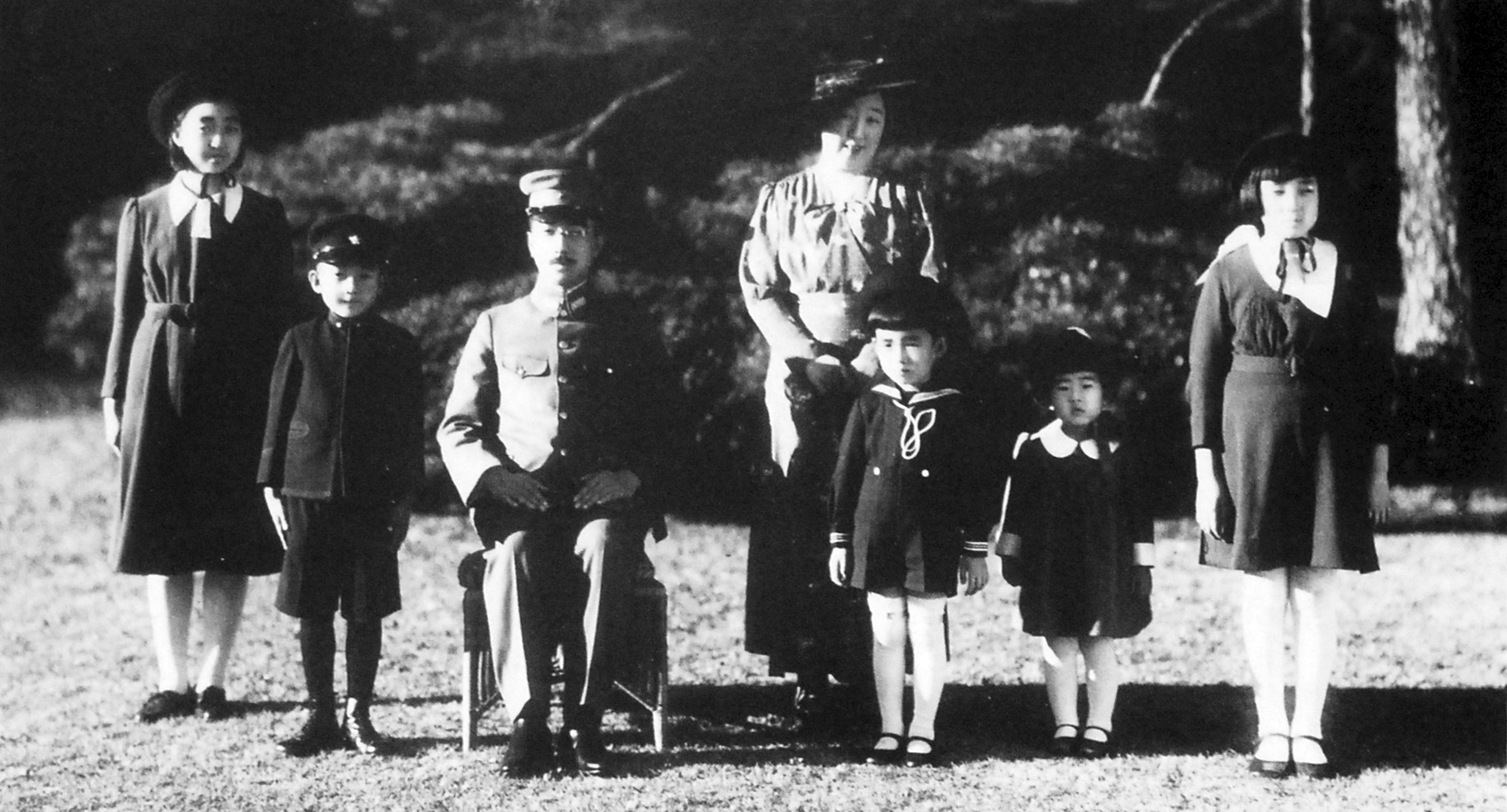
L'emperador Hirohito amb la seva esposa Kōjun i els seus fills el 1941

Durant gran part del segle xx, el model de família ideal vigent al Japó era el de l'ie, que es caracteritzava per un sistema patrilineal i una estricta jerarquia que s'articulava en funció de l'edat dels membres. Les responsabilitats familiars prevalen sobre els desitjos individuals, ja que es considera que és la família, i no l'individu, l'element que garanteix la supervivència dins del sistema social.
La peculiaritat d'aquest sistema consisteix en la característica essencial, per ser considerats membres d'una mateixa família, de viure tots a la mateixa casa i, en cas d'absència d'hereus homes, que el gendre o qualsevol forà amb un grau de parentiu mínim passi també a formar part de la unitat familiar, i qui se li atorgui el cognom familiar. Això també pot passar en el cas que es consideri que els fills homes no són dignes de perpetuar el cognom. De fet, l'ideal tradicional del sistema ie designa el fill major com a l'hereu de la família, que es fa responsable de la cura i la manutenció dels pares ancians, mentre que els fills menors passen a formar famílies autònomes, però que segueixen estant vinculades i subordinades (segons el grau d'interdependència econòmica) a la principal. En canvi, la principal tasca de les filles és trobar marits en altres famílies, per tal de donar hereus al llinatge.
A la família tradicional, el matrimoni és vist com un important vincle entre les famílies i és una font de grans preocupacions, ja que la preservació de la identitat de l'ie gaudeix de prioritat absoluta. Per això, al Japó de preguerra estaven molt estesos els matrimonis concertats (見合い, miai) en què la jove parella tenia poca o cap participació a l'acord. Aquests matrimonis els gestiona un mediador especialitzat que assumia la tasca i la responsabilitat de comunicar als pares un eventual rebuig o una conclusió satisfactòria de l'acord. A més, els pares també tenien la facultat de fer tornar els fills a casa seva si no estan satisfets amb el resultat del matrimoni.
El paper de la dona, una vegada que entra a la nova família, és el d'honrar, per sobre dels seus pares, als seus sogres, obeir i servir al seu marit, i mostrar-se complaent i atenta. Aquesta submissió total és la pedra angular que sosté tot el sistema governamental del Japó i es considera l'única manera de donar pau i estabilitat al país, si bé és conegut el total sacrifici de les dones sota aquest tipus de jerarquia.

### Postguerra

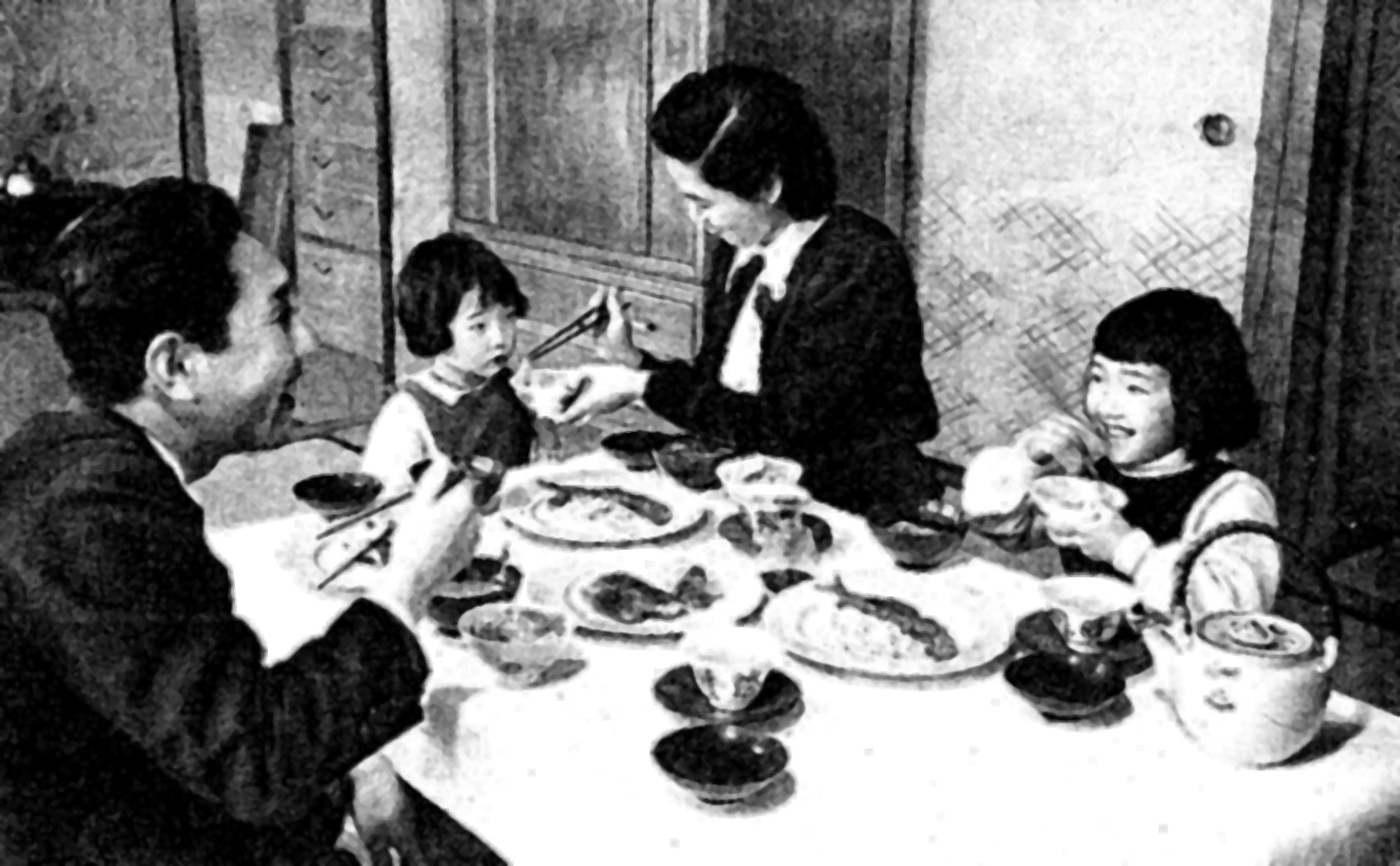
Dinar en una família japonesa dels anys 50

L'estructura de la família japonesa va patir importants canvis ja en la Restauració Meiji de 1866, quan el desenvolupament econòmic i el capitalisme van contribuir a la caiguda gradual del sistema ie, cosa que va provocar l'abandonament de la tradició familiar patriarcal. La política de democratització duta a terme pels Aliats durant el període d'ocupació contribueix a consolidar aquest procés: en primer lloc, es desposseeix l'antic sistema familiar del seu poder legal, mitjançant l'abolició de l'herència a disposició únicament del fill major per a passar a una herència compartida entre tots els membres del nucli familiar. A més, la responsabilitat de la manutenció dels pares deixa de ser responsabilitat exclusiva del fill major masculí per passar a ser una obligació de tots els fills. També se suprimeix el matrimoni concertat, de manera que es torna al matrimoni el seu veritable significat d'acord mutu entre les dues persones involucrades. En segon lloc, les famílies són més reduïdes, les taxes de fecunditat disminueixen i la població abandona les zones rurals per concentrar-se a les zones industrialitzades de les grans ciutats, un fenomen que fa que el centre de gravetat de la mà d'obra es desplaci del sector agrícola i manufacturer al sector serveis. Igual que passa en altres països industrialitzats, cada cop més joves tenen l'oportunitat d'accedir a l'educació superior i cada cop més dones accedeixen al mercat laboral; d'altra banda, la seguretat de trobar feina disminueix, i els joves comencen a endarrerir el matrimoni el màxim possible o directament no es casen.
També es produeixen grans canvis en l'estil dels habitatges, que passen d'estar dissenyats per a una família de tres generacions a estar-ho per a famílies de no més de quatre membres, en què cadascú té la seva pròpia habitació, dividides entre si ja no pels típics envans corredissos (fusuma i shōji), sinó per gruixuts murs de pedra. Tot i això, aquesta revolució es va veure frenada per l'elevat cost d'aquests habitatges, que en alguns casos equivalia a set vegades els ingressos mitjans d'una família japonesa de l'època.

### Anys 50 i 60

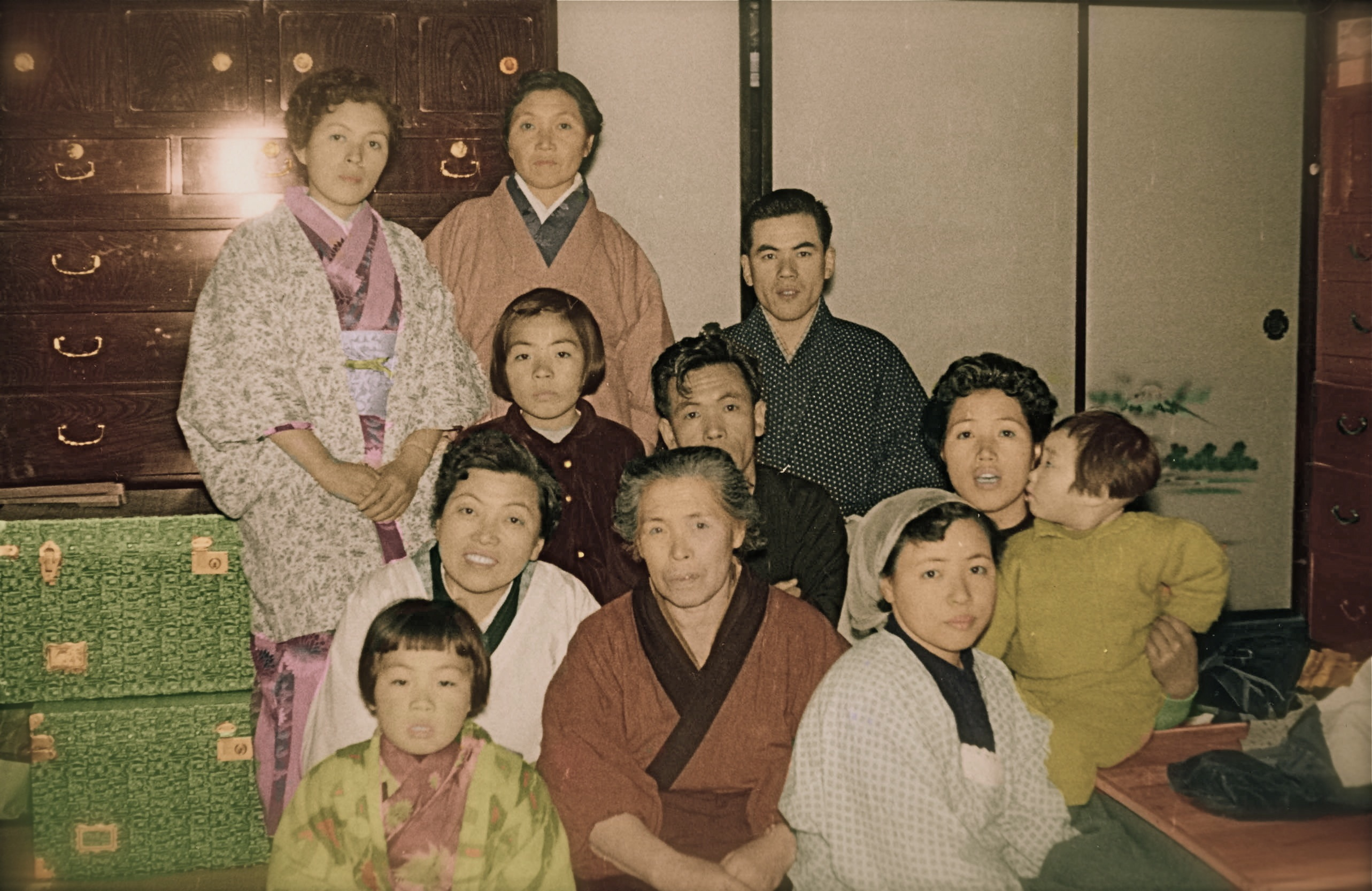
Una família japonesa el 1957

Cap a finals dels anys cinquanta i principis dels seixanta, va començar a estendre's al Japó un tipus particular de família, formada per un marit assalariat que treballa al sector serveis, normalment en empreses situades fora de la localitat de residència, amb uns ingressos fixos i dedicat per complet a la feina (l'anomenat salaryman (サラリーマン, sararīman)), la seva dona, normalment mestressa de casa (主婦, shufu), i els seus fills.
El marit exerceix el paper de sustentació de la família, tot i estar fora de casa la major part del dia durant sis dies a la setmana, i deixa la gestió de la llar en mans de la seva dona. Com que està absent de la llar durant llargs períodes, passa a ser gairebé una figura estranya per als nens, que no tenen oportunitat de veure'l durant la major part de la setmana, i molt menys de passar temps amb ell quan està descansant de la feina. D'aquesta manera, els nens queden en gran manera privats d'un model masculí, i la presència del pare a casa acaba creant confusió a la vida familiar, en lloc de suposar una situació natural.
Mentre el marit proveeix el suport de la família, treballant fins tard i mantenint les seves amistats dins l'àmbit laboral, la dona s'ocupa de la criança i l'educació dels fills. Gràcies al creixement de l'economia japonesa, els nens que obtenen bons resultats acadèmics tenen el futur assegurat i tenen grans oportunitats al món laboral. Per això, l'objectiu primordial de la mare japonesa és l'èxit i la realització dels seus fills: s'estén així el fenomen de la kyōiku mama (教育ママ), un terme despectiu per referir-se a les mares obsessionades amb l'èxit acadèmic i laboral dels seus fills, fins i tot a costa de fer-los infeliços. Aquesta atenció particular està dirigida bàsicament als fills masculins, el futur dels quals depèn únicament d'entrar a la universitat adequada, mentre que a les filles se les anima a estudiar per a que trobin més fàcilment marit o un treball a temps parcial, el qual s'ha estès per tot el Japó des dels anys seixanta.
Tot i que la denominada salaryman family no era la més comuna al Japó a principis de la dècada dels 60, els empleats en empreses eren la categoria d'homes que més buscaven les dones japoneses, ja que podien assegurar un futur esplaiat tota la família. L'escàs temps de què disposa la parella per estar junts encara no s'aborda com un veritable problema. Finalment, els canvis esmentats en l'estructura familiar fan que la dona japonesa tingui cada cop més estudis, cosa que anima els mateixos homes a triar com a esposa aquest tipus de dona. Cap al final de la dècada, també es registra un augment del nombre de divorcis.

### Anys 70

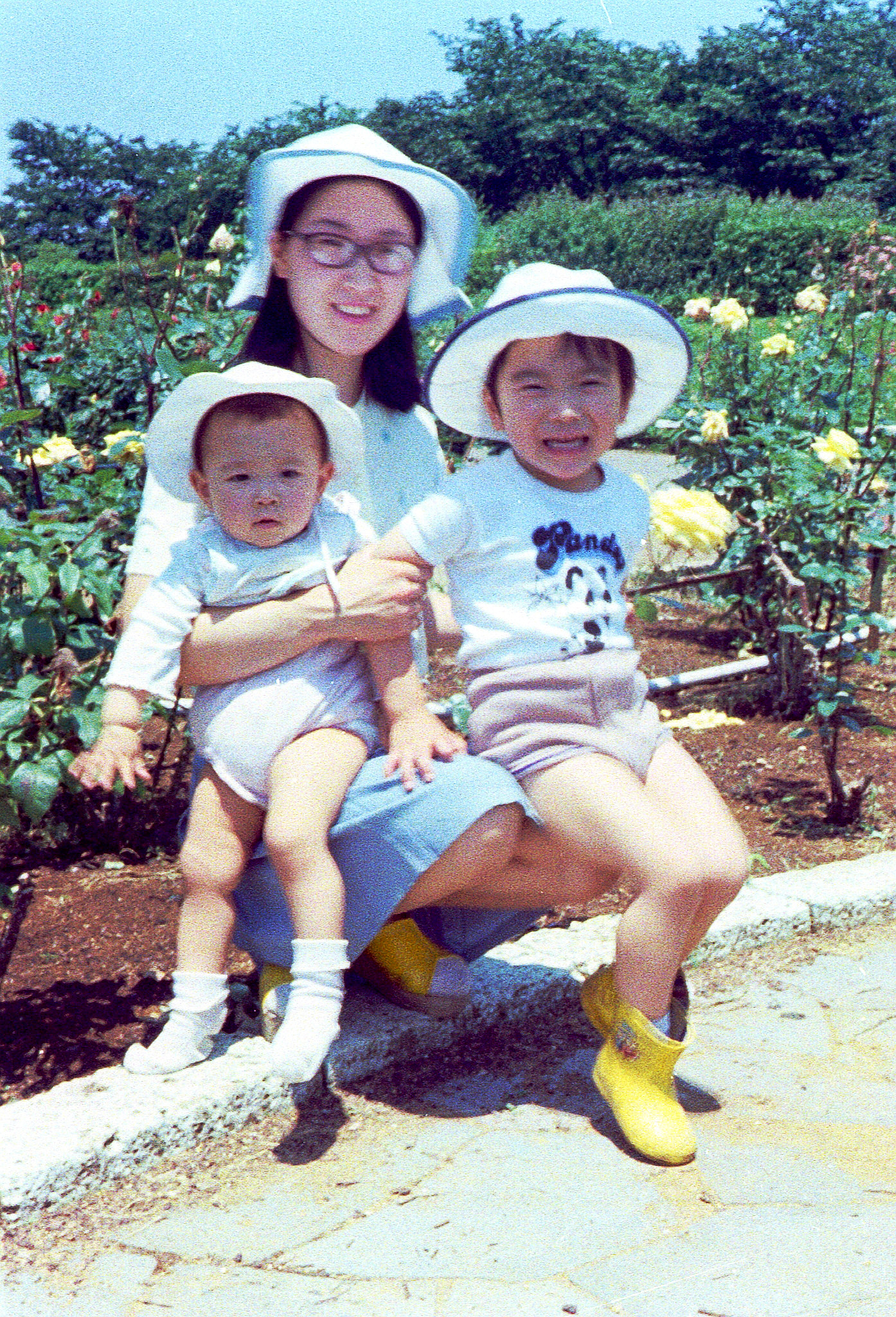
A la dècada dels 70 es va produir un canvi radical en l'estructura familiar japonesa, ja que les dones japoneses eren cada cop més independents i tenien més estudis.

Durant la dècada dels 70, la generació filla de la salaryman family va créixer de manera substancialment diferent de l'anterior, acostumada a viure amb l'absència del pare i amb uns progenitors que tenien molt poc en comú. Aquesta nova generació, ja sense consciència de les penúries econòmiques dels temps de la guerra o de la immediata postguerra, es va familiaritzar amb la vida familiar que mostraven les pel·lícules americanes i amb el concepte del “matrimoni per amor”.
Tot això, unit a les reivindicacions d'igualtat per part de les dones, que es van traduir en la creació d'un Moviment d'alliberament de les dones, i a les protestes estudiantils de finals dels anys seixanta, va donar lloc a un nou tipus de família conegut com la nova família. Aquesta darrera difereix de la seva concepció anterior en tres conceptes clau: en primer lloc, les relacions de parella estan cada cop més unides a la idea romàntica de l'amor, i la vida matrimonial es basa en les relacions sentimentals i ja no en un simple acord econòmic entre les parts. En segon lloc, les relacions entre marit i dona esdevenen més equilibrades i democràtiques, i el marit s'implica més en els assumptes familiars, per exemple, acompanyant la seva dona al supermercat i passant temps amb els nens els caps de setmana. A més, el terme new family es promociona a revistes i s'utilitza com a marca associada a un estil de vida innovador.
L'augment de la participació de les dones en activitats fora de l'àmbit domèstic, el desenvolupament econòmic del país, el treball dels homes fora de la comunitat residencial i el nombre creixent de dones amb més nivell d'estudis i amb llargs períodes lliures d'obligacions familiars, contribueixen al creixement d'una diversitat d'oportunitats per a les dones, que van des del treball a temps parcial (que creix en tres punts percentuals, passant del 9% als anys 60 al 12%) fins a l'educació dels fills i la participació en activitats comunitàries, a més d'atendre les necessitats dels marits.

### Anys 80 i 90
Durant la dècada dels vuitanta, la taxa de natalitat es va reduir dràsticament, mentre que l'edat mitjana de matrimoni va augmentar fins a situar-se entre les més altes dels països industrialitzats. Aquestes xifres reflecteixen l'augment del nivell educatiu dels dos sexes i el patró pràcticament universal que les dones treballin fora de casa durant uns quants anys abans de casar-se, cosa que redueix la bretxa en la formació acadèmica i laboral entre dones i homes. El 1986, el Japó va signar la Declaració de les Nacions Unides sobre la Dona i, en conseqüència, va adoptar la Llei d'igualtat d'oportunitats, que garanteix a les dones la possibilitat d'accedir a tota mena de llocs de treball. Tot i això, els llocs directius segueixen estant en mans dels homes.
Una minoria significativa de japoneses està d'acord que, si una dona és capaç de mantenir-se per si mateixa, no està obligada a contraure matrimoni. Aquesta idea es contraposa a la creença tradicional que la felicitat d'una dona està supeditada a la formació duna família i soscava l'autoritat patriarcal. Tot i això, durant aquest període, la gran majoria dels japonesos contrauen matrimoni, sota la creença generalitzada que aquest s'ha de celebrar a l'edat adequada. Les dones prefereixen tenir fills abans dels 30 anys, tant per raons de salut com perquè així es poden afrontar les despeses econòmiques que suposa la criança dels fills abans que el marit es jubili i la renda familiar disminueixi.
Durant tot aquest període, el Japó va anar prenent consciència del ràpid envelliment de la seva societat, la qual cosa va obligar el govern a posar en marxa reformes dràstiques com la d'animar les dones a tenir més fills, a tenir cura dels pares ancians —encara que durant aquest període van començar a estendre's les residències d'ancians específiques anomenades rōjin hōmu (老人ホーム)  — i a cobrir l'escassetat de mà d'obra. De fet, durant el període de postguerra, les dones no es van incorporar al mercat laboral a causa d'una combinació de factors, entre els quals hi ha l'existència de prou mà d'obra masculina, l'eficiència econòmica de mantenir una reserva de mà d'obra de baix cost per utilitzar-la només quan calgui, les obligacions familiars i l'insuficient nivell formatiu de les dones. Tot i això, des de la dècada dels 80 alguns dels factors que havien impedit a les dones participar plenament en el mercat de treball comencen a canviar. La major formació i l'experiència laboral de les dones, la seva longevitat, el menor nombre de fills per criar i l'elevat cost de l'habitatge i l'educació dels fills són algunes de les raons que expliquen la incorporació creixent de les dones casades al mercat laboral.
Alhora, la difusió de la tecnologia, en particular el mercat dels televisors, ha contribuït a debilitar els llaços familiars i ha fet que els membres de la família siguin més independents els uns dels altres. Aquest fet es reflecteix també a la graella televisiva, de la qual en pocs anys han desaparegut els programes generalistes destinats a entretenir tota la família, per ser substituïts per programes específics per a cada franja d'edat, així com per programes destinats al segment adult a horari nocturn. Això també comporta que els adolescents tinguin més autonomia, ja que a més de passar el temps a les seves habitacions quan són a casa, fora d'ella ocupen el seu temps a l'escola, en activitats esportives o en feines a temps parcial, i la gran oferta de negocis de restauració els permet fer els àpats fora de la llar familiar.

### Família moderna

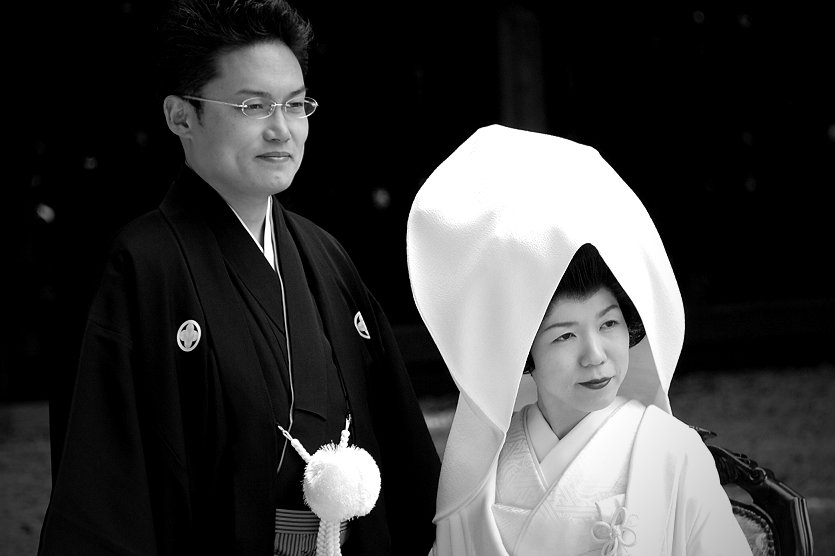
Una parella japonesa vestida amb els tradicionals quimonos dels casaments xintoistes

El 2005, la taxa de mortalitat va superar la de natalitat per primera vegada des de 1889, mentre que la taxa de fertilitat de les dones japoneses va aconseguir un mínim d'1,26 nascuts, el que confirma les estimacions que la població del Japó es reduirà en un terç per al 2060. Només el 2006 es va registrar un augment dels naixements, amb 1,086 milions de nens nascuts al país, 23.000 més que l'any anterior, cosa que va situar la taxa en 1,29. Tot i això, els experts en demografia afirmen que és necessària una taxa del 2,1 per evitar que la població disminueixi.
Aquest problema social és un dels principals problemes que caracteritzen la família japonesa moderna, al qual cal afegir el descens constant de la taxa de nupcialitat. Després d'assolir un màxim el 2002 (289.836), el nombre de divorcis s'ha estabilitzat i, encara que la majoria es produeixen al voltant dels 30 anys, s'observa un notable augment del nombre de divorcis entre persones molt més madures, que veuen com el seu matrimoni acaba coincidint amb la jubilació del cònjuge masculí. Entre els diversos factors que contribueixen a aquest fenomen hi ha: el fet de no preocupar-se tant per la reacció i l'estat emocional dels fills, ja que són adults i han format la seva pròpia família; el sentiment de realització de la dona, que sent que ja ha complert amb el seu deure, criant els fills i havent cuidat el seu marit durant la major part de la vida; i la necessitat de canviar el seu estil de vida fent noves amistats al marge de la relació conjugal. Aquest fenomen contrasta significativament amb la norma tradicional segons la qual l'esposa ha d'actuar com la cola que manté unida a la família i suportar qualsevol desavinença amb el marit.

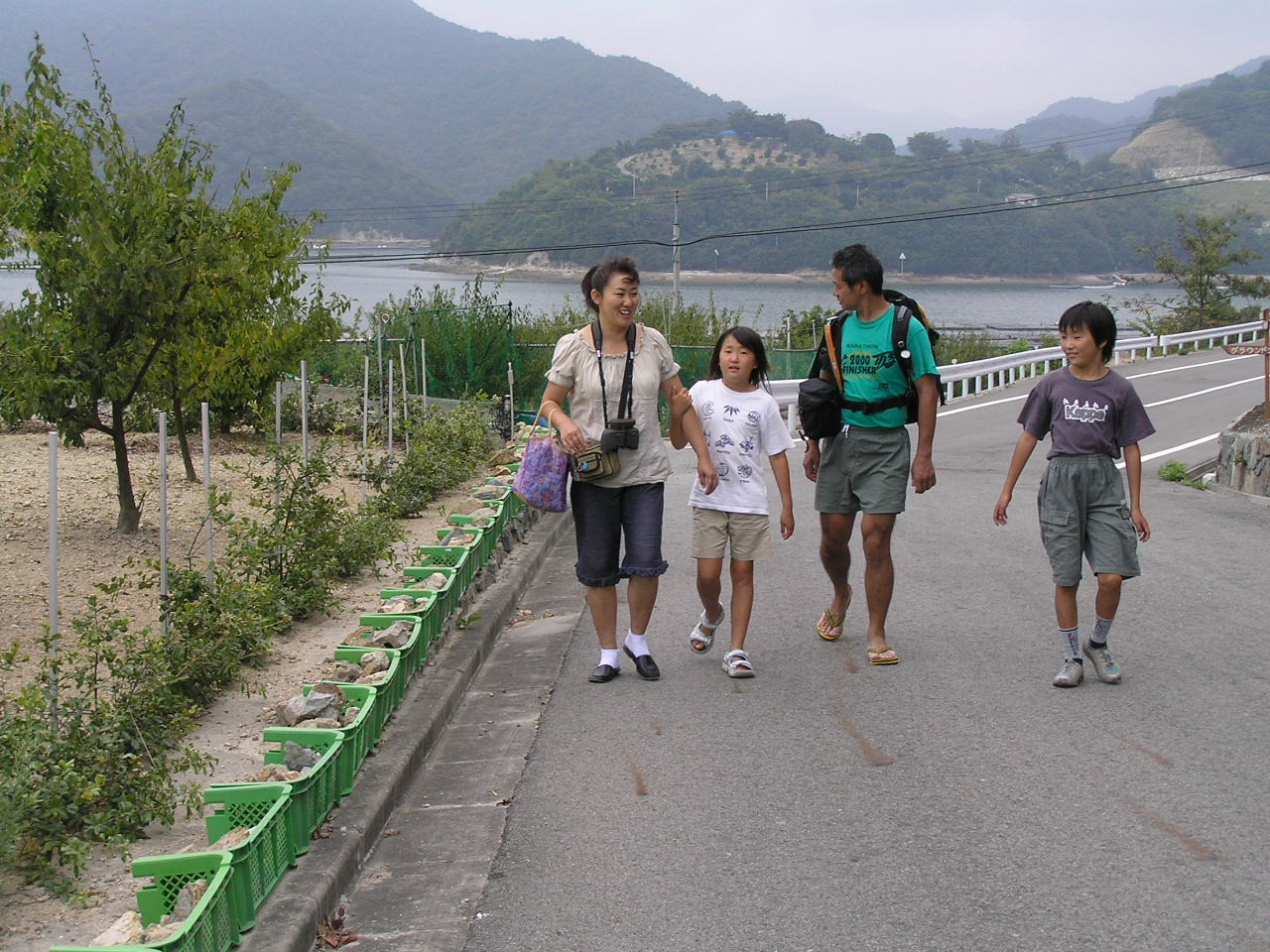
L'era moderna està marcada per la difusió de les famílies nuclears, segons el model occidental.

Un altre problema que va sorgir durant la dècada dels 2000 és el sistema de registre familiar conegut com koseki (戸籍). Aquest sistema requereix que la parella casada comparteixi el mateix cognom, i que un dels cònjuges (en general la dona) renunciï al seu cognom per adoptar el de l'altre. Cada vegada més són les dones amb carrera professional que s'oposen que el seu cognom desaparegui quan es casen, i si decideixen no registrar oficialment el matrimoni corren el risc que els seus fills siguin reconeguts com a il·legítims, cosa que pot comportar conseqüències desagradables, ja que el koseki s'utilitza per a les matrícules escolars o a les sol·licituds d'ocupació. En cas de separació, també cal especificar al registre familiar el tipus de divorci pel qual s'ha optat. Així, si un jove necessita el koseki per matricular-se a una escola, o per sol·licitar una feina, tots els interessats coneixen quan i com es van divorciar els seus pares. La dissolució del matrimoni després d'una separació es considera un fet que pot generar greus trastorns a la vida dels fills, molt més que un divorci de mutu acord, per la qual cosa es percep com una cosa que cal evitar. Aquesta actitud ha impedit que s'estengui aquest tipus de divorci i pot estar relacionada amb el fenomen dels divorcis tardans entre cònjuges madurs, que es produeixen després d'haver utilitzat el koseki per a diversos aspectes de la vida dels fills, de manera que els perjudicis són menors en comparació dels divorcis que es donen durant la seva etapa de creixement.
La naturalesa marcadament tradicional del koseki, que en certa manera fomenta la pervivència de l'estructura patrilineal vigent al Japó de preguerra, obliga també les parelles de fet a romandre a l'ombra, i les famílies homoparentals no gaudeixen de la mateixa protecció legal que les heteroparentals. Des de 2017, sis ciutats o subdivisions del Japó (Shibuya, Setagaya, Iga, Takarazuka, Naha i Sapporo) reconeixen les unions entre persones del mateix sexe, concedint-los alguns dels beneficis del matrimoni.
La majoria de les famílies japoneses modernes són famílies nuclears, similars a les occidentals. Es componen d'un màxim de quatre a cinc membres: tots dos cònjuges, dos fills i, en alguns casos, un avi. Encara que la seva aparença sigui molt semblant a la de les famílies occidentals, la trajectòria històrica, sociològica i cultural que ha portat el Japó a adoptar aquest sistema familiar és molt diferent.

## Rols a la família contemporània

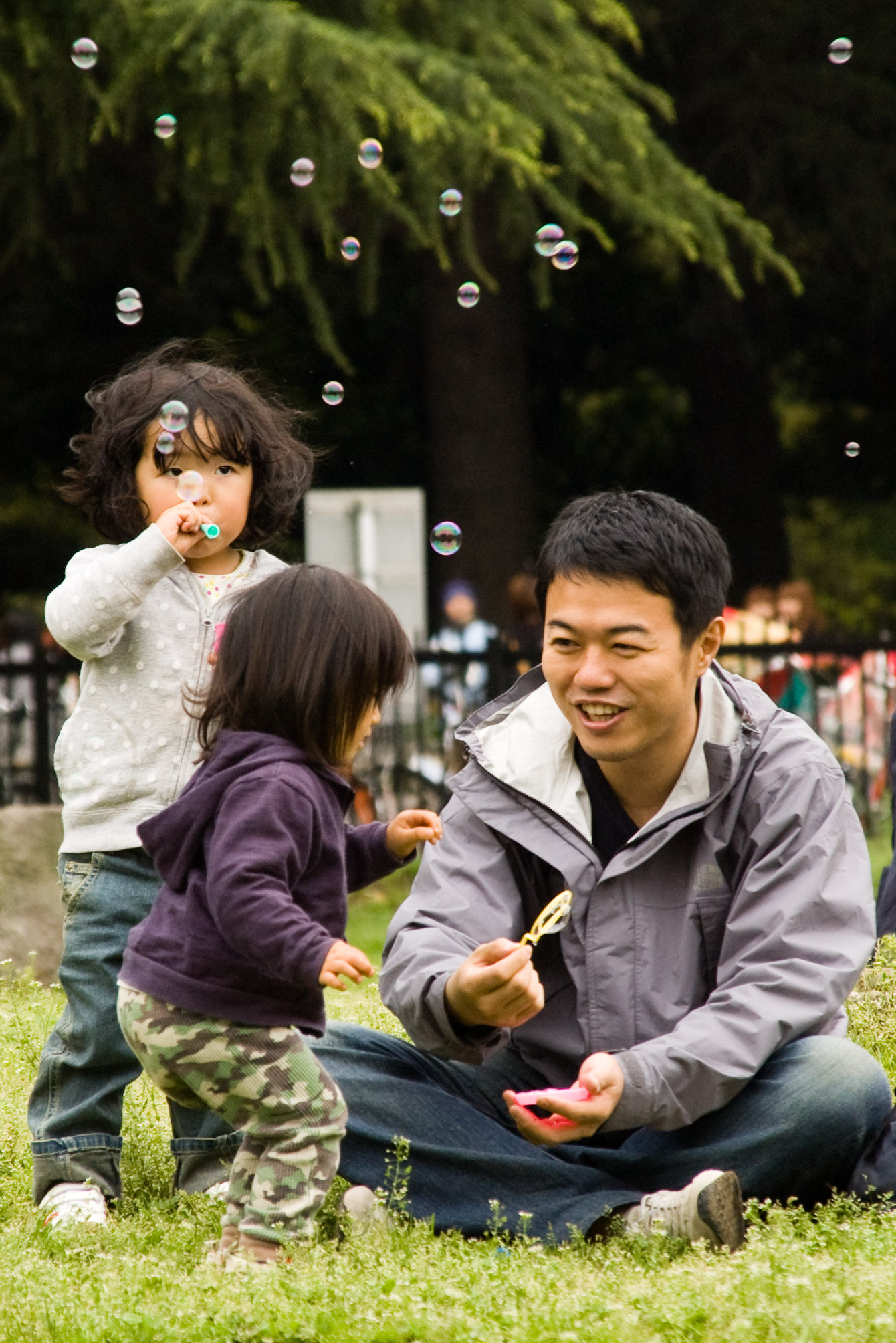
Al Japó contemporani, el pare és responsable del sosteniment econòmic de la família i té poc temps per dedicar els fills.

Dins la família japonesa contemporània, els rols de mare, pare, fills i avis són en certa manera anàlegs als de la família occidental contemporània. El pare sol passar moltes hores fora de casa, si bé hi ha algunes excepcions com les dels pares que regenten negocis familiars i la família viu i treballa sota el mateix sostre. En aquest cas, no hi ha una separació clara de la figura paterna de la resta de la família, separació que constitueix una dinàmica peculiar a la vida familiar japonesa.
El fet que els pares japonesos passin llargues jornades a la feina implica que sovint tinguin poc temps o energia per dedicar als seus fills, per la qual cosa no només la responsabilitat de criar els nens recau en les mares, sinó que els pares acaben veient-se apartats de la vida dels nens.
És habitual que les mares assumeixin tota la responsabilitat de la criança dels fills, supervisin la seva educació i gestionin l'economia familiar, circumstància que suposa una forta pressió tant per a les dones japoneses com per a la relació entre la mare i els fills.
Finalment, la tercera edat al Japó representa idealment el moment de la vida en què és possible desprendre's de les obligacions socials, continuar formant part del negoci familiar passant la responsabilitat principal als fills, socialitzar, rebre atenció dels éssers estimats i rebre certificats d'estima de la comunitat.

## Fenòmens socials derivats
L'excessiva interdependència entre mare i fill pot ser la causa de problemes de desenvolupament psicològic en els nens, mentre que la pressió desproporcionada exercida sobre els homes en pro de la seva autorealització i èxit personal pot provocar l'efecte contrari si no són capaços de conjurar-la o no s'emmotllen al conjunt de la societat japonesa, per a la qual és indispensable seguir una trajectòria vital definida i lineal, que pugui satisfer les expectatives que ella mateixa imposa, i on desviar-se'n implica el fracàs absolut. Per això, no és estrany que alguns nois no puguin fer front a aquesta pressió, que combinada amb l'absència d'una figura masculina i els períodes que passen en solitud pel fet que els seus pares treballen, fa que acabin tancant-se en ells mateixos, no surtin de casa durant mesos o anys, i recorrin al consum de medicaments o, en casos extrems, al suïcidi.
També els pares, que passen moltes hores als seus llocs de treball, acaben patint estrès per "excés de feina". Aquest fenomen, registrat per primera vegada a finals de la dècada dels 60, provoca nombrosos suïcidis cada any al Japó, als quals se sumen morts naturals com les causades per atacs cardíacs.